# کندیس هیل
کندیس کاترین هیل (زاده ۱۱ فوریه ۱۹۹۹) یک ورزشکار دو و میدانی آمریکایی است که در دوی ۱۰۰ متر و ۲۰۰ متر رقابت می‌کند. او از دبیرستان شهرستان راکدیل فارغ‌التحصیل شد. او اولین زن دبیرستانی جهان شد که در مسابقه دوی ۱۰۰ متر در سال ۲۰۱۵ در ۲۱ ژوئن ۲۰۱۵ در شورلاین، واشینگتن، ایالات متحده آمریکا، با اختلاف ۱۱ ثانیه رکورد قبلی را شکست. رکورد او که به سرعت تأیید شد، بهترین عنوان جوانان جهان است. از آنجایی که این رکورد خارج از فصل فدراسیون ملی انجمن‌های دبیرستان ایالتی مجاز تعیین شده است، برای رکورد دبیرستان فدراسیون ملی انجمن‌های دبیرستان ایالتی ترک اند فیلد علائم خارج از فصل مانند این توسط ترک اند فیلد نیوز که هنوز آن را به عنوان رکورد ملی دبیرستان منتشر نکرده است به رسمیت می‌شناسد. کندیس هیل اولین دختر دبیرستانی در ایالات متحده است که زیر مدت ۱۱٫۱۰ برای ۱۰۰ متر می‌دود.
چهار روز بعد کندیس هیل به عنوان بهترین دختر ورزشکار دو و میدانی در بخش ملی جوایز گیتورید انتخاب شد. او پس از ماریون جونز دومین دانشجوی سال دومی است که این جایزه را دریافت کرد. وی همچنین در سال ۲۰۱۵ به عنوان «ورزشکار سال دبیرستان» توسط ترک اند فیلد نیوز انتخاب شد در ۱ ژوئیه همان سال، او با یک ربع ثانیه قهرمان مسابقات مقدماتی جوانان در لایل، ایلینوی شد، که این برد به او این امکان را داد تا در کالی، کلمبیا، در مسابقات قهرمانی جوانان جهان در سال ۲۰۱۵ در ماده دو و میدانی شرکت کند؛ کندیس در این مسابقه عنوان قهرمانی جهان را در ماده ۱۰۰ متر به دست آورد و رکورد جام قهرمانی را در ۱۱٫۰۸ (+۰٫۰ متر بر ثانیه) شکست. چند روز بعد، او در رشته ورزشی دوی سرعت نیز شرکت کرد و در ماده ۲۰۰ متر با بهترین زمان شخصی یعنی ۲۲٫۴۳ (-۰٫۷ متر بر ثانیه) برنده شد.
در ۱۷ دسامبر ۲۰۱۵، کندیس هیل با امضا کردن قرارداد ده ساله با شرکت پوشاک ای‌اس‌آی‌سی‌اس، به صورت حرفه‌ای فعالیت خود را آغاز کرد و از پذیرش دعوت دانشگاه برای رشته دو و میدانی دانشگاهی صرف نظر کرد. البته علاوه بر این شرکت پوشاک دو برند بزرگ دیگر کفش نیز پیشنهاداتی را به کندیس هیل ارائه کردند، اما کندیس تصمیم گرفت تا با ای‌اس‌آی‌سی‌اس قرارداد ببندد، زیرا او و والدینش رویکردی طولانی‌مدت و نیز کم‌فشار شرکت را در حرفه او دوست داشتند. این قرارداد به والدین و خواهرش، ریچل، اجازه می‌دهد تا به مسابقات بروند.
یک سال بعد، یعنی در سال ۲۰۱۶، کندیس ۴ ماه تمرین را از دست داد ولی در مدت زمان ۲۲٫۷۶ برنده مقدماتی مسابقات قهرمانی نوجوانان آمریکا همان سال در ماده ۲۰۰ متر شد و البته در مدت زمان ۱۱٫۲۴ در ماده ۱۰۰ متر در دو مرحله مقدماتی و فینال قهرمان شد. یک هفته بعد، کندیس هیل در ماده ۲۰۰ متر در آزمون‌های المپیک ۲۰۱۶ ایالات متحده (دو و میدانی) در جایگاه چهاردهم قرار گرفت. رکورد قهرمانی کندیس هیل، قهرمان دوی سرعت ایالات متحده، ۱۱٫۰۷ (۰٫۹ متر بر ثانیه) برای کسب عنوان مسابقات قهرمانی دو و میدانی جوانان زیر ۲۰ سال جهان در ۱۰۰ متر زنان در مسابقات قهرمانی دو و میدانی جوانان زیر ۲۰ سال جهان در سال ۲۰۱۶ و دویدن پای لنگر ۴×۱۰۰ متر روی تیمی که در ۴۳٫۶۹ طلا گرفت.